# Hockey Club Eppan-Appiano
L'Hockey Club Eppan Pirates è una squadra di hockey su ghiaccio di Appiano sulla Strada del Vino che gioca nella Serie B.

## Storia
La squadra è stata fondata il 13 marzo 1981. Nella stagione 1982-1983 la squadra ha giocato ad Ora: lo stadio del ghiaccio di Appiano è stato infatti inaugurato solo il 21 dicembre del 1984.
Nella stagione 2000/2001 l'Appiano disputa la Serie B, dove conclude al primo posto la regular season. Nei successivi play-off promozione viene però superato nelle finali dal Caldaro che rinuncerà alla promozione in Serie A.

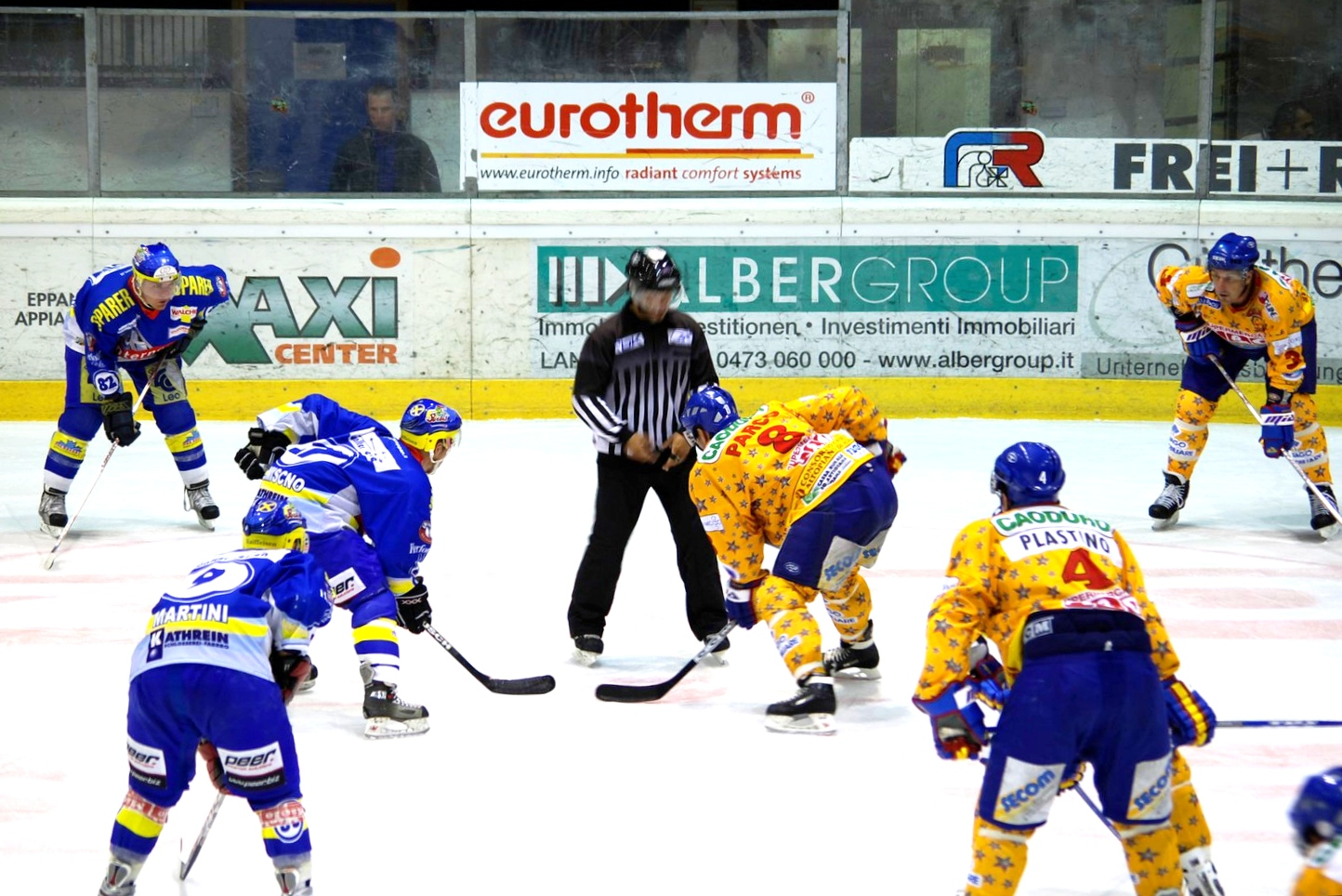
Partita Eppan - Asiago Hockey del 2007

Nella stagione 2014/2015 disputa il suo terzo campionato di Serie A in seguito alla riforma dei campionati dell'estate 2014 e al divieto federale di partecipare alla INL. Dopo aver vinto lo spareggio pre-playoff (giocato contro il Cortina), accede in questa stagione per la prima volta nella sua storia ai playoff scudetto, che gioca ai quarti di finale contro l'Asiago Hockey. All'esordio l'Appiano vincerà a sorpresa gara-1 ad Asiago, battendo i veneti, che avevano dominato la stagione regolare, per 4-3. Altrettanto a sorpresa i pirati giocheranno quasi tutti i match alla pari contro i più quotati avversari, riuscendo a portare la serie addirittura a gara-7. Non riuscirà però l'impresa ai ragazzi allenati da Patrice Lefebvre e ad accedere alla semifinale saranno gli avversari.
Tradizionalmente prima dell'inizio del campionato viene organizzato un triangolare denominato "Pepi Pichler Turnier", in ricordo del giocatore Josef Pichler.

### Farmteam
L'attuale farmteam dell'Hockey Club Eppan-Appiano Pirates è il SSV Laives di Laives.

## Palaghiaccio
L'Appiano gioca le proprie partite casalinghe nello stadio del ghiaccio di Appiano (costruito tra il 1983 ed il 1984), che ha una capacità di 1.500 posti.

## Palmarès
- Serie B: 6

2001-2002, 2002-2003, 2009-2010, 2012-2013, 2013-2014, 2017-2018
- Serie C: 4

1981-1982, 1982-1983, 1984-1985, 1986-1987

## Roster 2014/15

### Portieri
- 25  Alex Tomasi
- 29  Gianluca Vallini
- 34  Florian Großgasteiger

### Difensori
- 03  Peter Stimpfl
- 04  David Ceresa
- 05  Simon Lacroix
- 17  Tony DeHart
- 21  Fabian Ebner
- 27  Michael Messner
- 58  Philipp Beber
- 82  Matthias Eisenstecken

### Attaccanti
- 07  Stefan Unterkofler
- 08  Alexander Anderlan
- 12  Philipp Platter
- 18  Jan Waldner
- 22  Marc-Olivier Vallerand
- 24  Robert Raffeiner
- 26  Philipp Jaitner
- 40  Jonathan Hazen
- 44  Simone Critelli
- 55  Maximilian von Payr
- 61  Daniel Peruzzo
- 79  Tobias Ebner
- 80  Alex Jaitner

### Allenatore
- Patrice Lefebvre

## Stranieri dell'HC Eppan-Appiano
| #  | Nazionalità | Giocatori |
| -- | ----------- | --- |
| 32 | Canada      | Pat Ryan, Eric Thurston, Jan Alston, Brett Stewart, John Kachur, Cory Cyrenne, Matt Gorman, Evan Marble, Sheldon Moser, Mike Renzi, Trevor Sherban, Chad Cavanagh, Jeff Neufeld, Jon Barkman, Chris Peyton, Adrian Saul, Kevin Seibel, Brent Twordik, Eric Braff, Peter Campbell, Joe Tallari, Nick Deschenes, George Halkidis, Steven Kaye, Jonathan Hazen, Simon Lacroix, Marc-Olivier Vallerand, Jonathan Hazen, Simon Lacroix, Steve Pelletier, Marco Franchini, Carmine Buono |
| 8  | Rep. Ceca   | Luděk Brož, Pavel Beranek, Stanislav Kacir, Jaroslav Špelda, Miloslav Gureň, Milan Procházka, Daniel Arnošt, Kamil Vávra |
| 7  | Stati Uniti | Chris Bogas, Tim Kelleher, Tyler Palmisano, Jonathan Coleman, Jake Newton, David Hale, Tony DeHart |
| 5  | Finlandia   | Topi Lehtonen, Pippo Limnell Finocchiaro, Juha-Pekka Loikas, Tuomo Harjula. Erno Räisänen |
| 3  | Slovacchia  | Karel Metelka, Michal Stastny, Milan Bednár |
| 3  | Svezia      | Stefan Ketola, Nils Bergström, Patrik Wallenberg |
| 2  | Ucraina     | Vladislav Serov, Yevgeni Tsurkan |
| 1  | Galles      | Stevie Lyle |
| 1  | Paesi Bassi | Kevin Hoogsteen |
| 1  | Thailandia  | Likit Neimwan Andersson |
| 1  | Slovenia    | Rok Pajič |
| 1  | Inghilterra | Robert Dowd |